# Agence télégraphique juive
Pour les articles homonymes, voir JTA.
L'Agence télégraphique juive (en anglais : Jewish Telegraphic Agency ou JTA) est une agence de nouvelle internationale, fondée à La Haye le 6 février 1917 par Jacob Landau. Son quartier général est établi à New York en 1920. Elle a des correspondants à travers le monde.

## Histoire
L'Agence télégraphique juive (ATJ), est fondée à La Haye (Pays-Bas) le 6 février 1917 par Jacob Landau.
Ce dernier est un journaliste âgé de 25 ans. Il crée un Bureau de correspondance juif, alors que la Première Guerre mondiale n'est pas encore finie. Son but est d'informer les communautés juives à travers le monde sur le sort des Juifs, où qu'ils soient.
Le premier bulletin de nouvelles quotidien est publié le 15 février 1917 avec comme « énoncé de mission » : « Le Bulletin quotidien juif sera indépendant. Il ne propagera pas une philosophie, théorie ou tendance particulière. Il se limitera à la présentation des faits, laissant aux lecteurs former leurs jugements »[réf. souhaitée].
Le premier quartier général est à Londres puis est déplacé à New York en 1921.
Les nouvelles publiées concernent alors les communautés juives et le climat politique global, incluant l'antisémitisme, l'immigration en Palestine mandataire et la montée du nazisme ; aujourd'hui elle publie toutes les nouvelles concernant les Juifs.